# اصول گشتالت در طراحی
هیئت‌نگر یا گشتالت (به آلمانی: Gestalt) نام مکتبیست در روانشناسی و نیز نام گروهی کوچک از روانشناسان آلمانی پیرو این مکتب در اوایل سدهٔ بیستم میلادی، که نظریات ماکس ورتهایمر را مبنای کار خود در زمینهٔ بررسی یادگیری قرار دادند.
بنیانگذاران این نهضت، ماکس ورتایمر (۱۹۴۳–۱۸۸۰) و دو همکار دیگرش به نام‌های وولفگانگ کُهلر (۱۹۶۷–۱۸۸۷) و کورت کافکا (۱۹۴۱–۱۸۸۶) بودند و احتمالاً این نهضت پس از انتشار مقاله ماکس ورتایمر دربارهٔ حرکت آشکار در ۱۹۱۳ میلادی شکل گرفت. ماکس ورتایمر دربارهٔ حرکت آشکار در ۱۹۱۳ میلادی شکل گرفت.
«گشتالت» چگونگی ادراک بصری توسط مغز انسان را توضیح می‎دهد. از آن‎جا که زمان ظهور این نظریه مصادف با دوران اوج‌گیری هنر مدرن است، از همان ابتدا به حوزه طراحی وارد شده و تاکنون جایگاه مهمی در هنر داشته است. مفهوم گشتالت به زبان ساده یعنی ذهن انسان برای درک پدیده‌ها آن‎ها را به صورت یک کل دریافت می‎کند. به بیان دیگر، با استناد به اصول گشتالت، ذهن در نگاه نخست به جای درک جزء به جزء یک تصویر در صدد است که یک کلیت از آن ارائه دهد.
مقدار اطلاعاتی که ذهن بشر می‎تواند پیگیری کند محدود است و در نتیجه زمانی که مقدار اطلاعات بصری زیاد و پیچیده می‎شود، ذهن به صورت خودکار آن‎ها را ساده می‎کند و در این راستا اصول گشتالت را به کار می‌گیرد. با استناد به این اصول، اگرچه هر یک از اجزای یک مجموعه بصری می‎توانند معنای واحدی داشته باشند، اما همگی بخشی از یک کل هستند که ذهن در ابتدا آن را درک می‎کند. این کل مجموعه‌ای از اجزا است که به آن‎ها معنای کامل می‎بخشد.

## کاربرد گشتالت
روانشناسی گشتالت کمک های زیادی به بدنهٔ روانشناسی کرد. گشتالتیست‌ها اولین کسانی بودند که به طور تجربی بسیاری از حقایق را در مورد ادراک نشان دادند و مستندسازی کردند؛ از جمله: حقایق در مورد ادراک حرکت (Perception of Movement)، ادراک شکل (Form Perception)، ثبات ادراکی (Subjective Constancy) و توهمات ادراکی (Perceptual Illusions). کشف ورتایمر از پدیدهٔ فی (phi) یکی از نمونه‌های چنین مشارکتی است. علاوه بر کشف پدیده‌های ادراکی، مشارکت‌های روان‌شناسی گشتالت شامل: (الف) چارچوب نظری و روش‌شناسی منحصربه‌فرد، (ب) مجموعه‌ای از اصول ادراکی، (پ) مجموعه‌ای شناخته شده از قوانین گروه‌بندی ادراکی، (ت) نظریهٔ حل مسئله (Problem Solving) بر اساس بینش و (ث) نظریهٔ حافظه. بخش‌های فرعی زیر به نوبهٔ خود این مشارکت‌ها را مورد بحث قرار می‌دهند.

## چارچوب نظری و روش‌شناسی
روان‌شناسان گشتالت مجموعه‌ای از اصول نظری و روش‌شناختی را به کار گرفتند که سعی در بازتعریف رویکرد پژوهش روان‌شناختی داشتند. این برخلاف تحقیقاتی است که در آغاز قرن بیستم بر اساس روش شناسی علمی سنتی انجام شد که موضوع مطالعه را به مجموعه‌ای از عناصر تقسیم می‌کرد که می‌توان آنها را به طور جداگانه با هدف کاهش پیچیدگی این شی تجزیه و تحلیل کرد.
مبانی نظری به شرح زیر است:
- اصل کلیت – تجربهٔ آگاهانه باید به طور سراسری در نظر گرفته شود (با در نظر گرفتن همهٔ جنبه‌های فیزیکی و ذهنی فرد به طور همزمان)، زیرا ماهیت ذهن ایجاب می کند که هر جزء به عنوان بخشی از یک سامانهٔ روابط پویا در نظر گرفته شود. ورتایمر کل‌نگری یا اصالت کل (Holism) را به عنوان اساسی در روانشناسی گشتالت توصیف کرد و نوشت: «کل‌هایی وجود دارند که رفتار آن‌ها با رفتار عناصر منفرد آن‌ها تعیین نمی‌شود، بلکه فرآیندهای جزئی خود به‌ وسیلهٔ ماهیت ذاتی کل تعیین می‌شوند».[۶] به عبارت دیگر، یک کل ادراکی با آنچه که تنها بر اساس اجزای منفرد آن پیش بینی می‌شود متفاوت است.[۷] علاوه بر این، ماهیت یک جزء به کل آن بستگی دارد که در آن تعبیه شده است.[۸] برای مثال، وولفگانگ کُهلر (Wolfgang Köhler) می‌نویسد: «در روان‌شناسی ما کل‌هایی داریم که به جای مجموع اجزای موجودِ مستقل، به اجزای خود کارکردها یا ویژگی‌هایی می‌دهند که فقط در رابطه با کلِ مورد نظر قابل تعریف هستند».[۹] بنابراین، این اصل که کل بیش از مجموع اجزای آن است، توصیف دقیقی از دیدگاه گشتالتیست‌ها نیست.[۶] بلکه «کل چیز دیگری است غیر از مجموع اجزای آن، زیرا تجمیع رویه‌ای بی‌معنی است، در حالی که رابطهٔ کل-جزء معنادار است».[۱۰]
- اصل ایزومورفیسم دوگانه‌انگاری – کُهلر این فرض را مطرح کرد که بین تجربهٔ آگاهانه و فعالیت‌مغزی همبستگی وجود دارد.[۱۱]

بر اساس اصول فوق، اصول روش شناختی زیر تعریف شده است:
- تحلیل تجربی پدیده – در رابطه با اصلِ کلیت، هر تحقیق روانشناختی باید پدیده‌ها را به عنوان نقطهٔ آغاز در نظر بگیرد و صرفاً بر کیفیت‌های حسی متمرکز نشود.
- آزمایش بیوتیک – روانشناسان گشتالت انجام آزمایش‌های واقعی را که به شدت با تجربیات آزمایشگاهی کلاسیک در تضاد بودند، ایجاد کردند. این به معنای آزمایش در موقعیت‌های طبیعی است که در شرایط واقعی توسعه می‌یابد که در آن می‌توان با وفاداری بالاتر، شرایط طبیعی را برای موضوع بازتولید کرد.[۱۲]

### خصوصیات
اصول کلیدی سیستم‌های گشتالت عبارتند از: برآمدگی (Emergence)، شی‌انگاری (Reification)، چند پایائی (Multistability) و تغییر‌ناپذیری (Invariance).

#### شی‌انگاری
همچنین نگاه کنید به: شی‌انگاری (مغالطه)
شی‌انگاری جنبهٔ سازنده یا مولد ادراک است که به موجب آن ادراک تجربه شده حاوی اطلاعات فواصل روشن‌تری نسبت به محرک حسی است که بر آن مبتنی است.
به عنوان مثال: در تصویر A یک مثلث دریافت می‌شود، اگرچه هیچ مثلثی در آن وجود ندارد. در تصاویر B و D چشم اشکال متفاوت را به عنوان "وابسته" به یک شکل تشخیص می دهد، در C یک شکل سه بعدی کامل دیده می‌شود که در واقع چنین چیزی ترسیم نشده است.

شی‌انگاری را می‌توان با پیشرفت در مطالعهٔ خطوط وهمی توضیح داد، که توسط سیستم بینایی به عنوان خطوط "واقعی" در نظر گرفته می‌شود.

شی‌انگاری

#### چند پایائی
چند پایائی (یا ادراک چند پایا) تمایل تجارب ادراکی مبهم به جلو و عقب افتادن ناپایدار بین دو یا چند تفسیر جایگزین است. به عنوان مثال، در مکعب نِکر (Necker Cube) و توهم صورت/گلدان روبین (Rubin's Figure/Vase) که در تصویر نشان داده شده است، این امر دیده می شود. از نمونه‌های دیگر می توان به سه پایهٔ بلیوت ( Three-Legged Blivet) و آثار هنری موریس اشر (Maurits C. Escher) و یا چراغ‌های چشمک‌زن تابلوها که ابتدا در یک جهت و سپس ناگهان در جهت دیگر حرکت می کنند، اشاره کرد. باز هم، روانشناسی گشتالت توضیح نمی دهد که چگونه تصاویر چند پایا به نظر می‌رسند، فقط توضیح می دهد که آنها اینطور هستند.

حرکت دائمی با مثلث پنروز: آبشار، اثر: موریس اشر، ۱۹۶۱

سه پایهٔ بلیوت

مکعب نکر و گلدان روبین، دو نمونه از چند پایائی

#### تغییر‌ناپذیری
تغییر‌ناپذیری ویژگی ادراکی است که به موجب آن اشیاء هندسی ساده مستقل از چرخش، تفسیر و مقیاس و همچنین دگرگونیِ دیگر مانند تغییر شکل‌های ارتجاعی، نورهای متفاوت و ویژگی‌های گوناگون اجزاء، تشخیص داده می‌شوند. به عنوان مثال: احجام در تصویر A بلافاصله به عنوان یک شکلِ اصلی شناخته می‌شوند، که از فُرم‌های B قابل تشخیص هستند؛ حتی با وجود تغییرات در پرسپکتیو و کشسانی (تصویر C) و یا زمانی که با استفاده از عناصر گرافیکی مختلف به تصویر کشیده می‌شوند (تصویر D)، نیز تشخیص داده می شوند. نظریات محاسباتی بینایی، مانند نظریات دیوید مار (David Marr)، توضیحات جایگزینی از نحوهٔ طبقه‌بندی اشیاء ادراکی ارائه کرده‌اند.

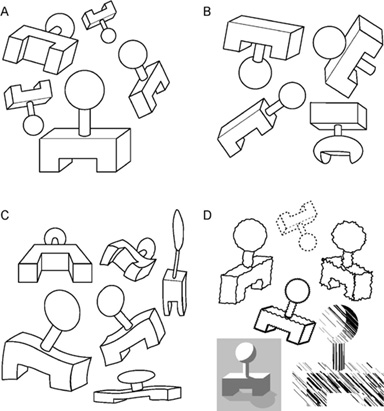
تغییر‌ناپذیری

برآمدگی، شی‌انگاری، چند پایائی، و تغییر‌ناپذیری لزوماً واحدهای قابل تفکیک برای مدل‌ منفرد نیستند، اما می‌توانند جنبه‌های متفاوتی از یک مکانیسم پویای واحد باشند.

### سازمان شکل-زمینه
میدان ادراکی (آنچه اُرگانیسم درک می‌کند) سازمان یافته است. سازماندهی شکل-زمینه یکی از اشکال سازماندهی ادراکی است. سازمان شکل-زمینه تفسیر عناصر ادراکی بر حسب شکل و مکان نسبی آنها در چیدمان سطوح در دنیای سه بعدی است. سازمان شکل-زمینه، ساختار میدان ادراکی را با شکل (در جلوی میدان ادراکی پیش می‌آید) و پس‌زمینه (در پشت شکل پس می‌نشیند) می‌سازد. به عبارتی ذهن بشر ذاتا تمایل دارد به بخشی از تصویر به عنوان شکل (پیش‌زمینه) و به بخش دیگر به عنوان زمینه (پس‏‌زمینه) نگاه کند. نکتۀ قابل توجه پیرامون این اصل آن است که زمینه همواره همان پس‌زمینه نیست. گاهی چنان شکل و زمینه در هم تنیده هستند که تشخیص آن‌ها از یکدیگر چندان آسان نیست.
کار پیشگام بر روی سازماندهی شکل-زمینه توسط روانشناس دانمارکی ادگار روبین (Edgar Rubin) انجام شد. روان‌شناسان گشتالت نشان دادند که ما تمایل داریم آن بخش‌هایی از میدان‌های ادراکی خود را که برجسته، متقارن، کوچک و محصور هستند، به‌عنوان شکل‌ها درک کنیم.